# Ленкорански рејон
Ленкорански рејон (азер. Lənkəran rayonu), једна је од 78 административно-територијалних јединица Азербејџана. Налази се у јужном делу земље, у истоименом Ленкоранском региону. Административни центар рејона се налази у граду Ленкорану, који административно не улази у састав и рејона. 
Ленкорански рејон обухвата површину од 1.540 km² и има 209.900 становника (подаци из 2011). 
Административно, рејон се даље дели у 65 мањих општина.